# Gregorio Paltrinieri
Gregorio Paltrinieri (Carpi, 5 settembre 1994) è un nuotatore italiano specializzato nello stile libero, campione europeo in carica nella 5 km in acque libere.
Ha conquistato la medaglia d'oro ai Giochi olimpici di Rio de Janeiro 2016 nei 1500 m stile libero avvicinando il record del mondo con 14'34"57, tempo vicino al suo personale, davanti a Connor Jaeger e al connazionale Gabriele Detti. Ha conquistato la medaglia d'argento negli 800 metri in vasca e il bronzo nella 10 km in acque libere ai Giochi olimpici di Tokyo 2020, terzo atleta della storia a riuscire a vincere una medaglia, nella stessa edizione dei Giochi, sia in piscina che in acque libere. Ha conquistato la medaglia di bronzo ai Giochi olimpici di Parigi 2024 negli 800 metri stile libero e sempre nella stessa edizione quella d'argento nei 1500 metri stile libero, diventando il primo nuotatore italiano per numero di medaglie olimpiche vinte nonché l'unico capace di andare a medaglia per tre Olimpiadi consecutive, nonché l'unico nuotatore (maschio) italiano a partecipare a quattro finali olimpiche nella stessa gara, secondo solo, in Italia, al record di 5 finali olimpiche di Federica Pellegrini.
Insieme a Massimiliano Rosolino e Thomas Ceccon è l'unico nuotatore italiano a detenere una medaglia olimpica per ciascun metallo (oro, argento, bronzo).

## Biografia
Gregorio Paltrinieri, soprannominato “Greg”, incominciò a muovere le prime bracciate già all'età di tre mesi quando i genitori lo iscrissero ai primi corsi di acquaticità. Il padre Luca, ex nuotatore agonista di buon livello, gestisce la piscina di Carpi in provincia di Modena dal momento dell'inaugurazione della nuova struttura nel 2015. Fu proprio in quella piscina che il nuotatore carpigiano cominciò ad allenarsi sotto la guida del padre. Prima di quella data il padre gestiva la piscina di Novellara, che è la piscina dove Gregorio si è allenato ed è cresciuto agonisticamente fino al trasferimento a Ostia sotto la guida del suo nuovo allenatore Stefano Morini. La carriera di Gregorio cominciò nella rana, che rimase la sua specialità sino ai 12 anni. Successivamente, complice lo sviluppo fisico e la notevole statura, passò allo stile libero. Gareggia per la società Coopernuoto e dal 10 luglio 2012 anche per la squadra della Polizia di Stato.
È un appassionato di basket, in particolare è un tifoso dei New York Knicks e sin da piccolo sognava di diventare una stella dell'NBA. Per quanto riguarda il nuoto, il suo modello è l'australiano Ian Thorpe che vide per la prima volta in televisione ai Giochi olimpici di Sydney 2000 quando vinse tre ori e due argenti.
Dal 2021 ha una relazione sentimentale con la spadista italiana Rossella Fiamingo.

## Carriera

### 2011: Europei giovanili di Belgrado e Mondiali giovanili di Lima
Nel mese di aprile gareggiò nei 1500 m stile libero ai Campionati assoluti di Riccione, durante i quali arrivò ai piedi del podio in 15'19"57. Nell'estate dello stesso anno si rivelò al panorama natatorio nazionale quando al "48º Trofeo Sette Colli" vinse i 1500 m stile libero in 15'04"90. Realizzò, in quell'occasione, la quarta migliore prestazione italiana di sempre e riuscì a migliorare il proprio personale di circa quindici secondi. Tale riferimento cronometrico venne ripetuto e migliorato di circa 4 decimi anche nel finale di stagione, nel corso dei Campionati italiani invernali quando vinse il suo primo titolo. Gli ottimi e inaspettati risultati ottenuti a Roma gli valsero di fatto la qualificazione ai Mondiali di nuoto di Shanghai, nonostante la partecipazione dell'atleta fosse già programmata per gli Europei e i Mondiali juniores. La Federazione ritenne comunque opportuna la partecipazione di Gregorio anche all'edizione iridata di Shanghai, così da permettergli di fare esperienza in una grande manifestazione.
La stagione estiva dell'atleta fu molto intensa, fitta di manifestazioni internazionali quali gli Europei e i Mondiali giovanili e i Campionati mondiali di Shanghai. Nelle prime due manifestazioni riuscì ad andare a medaglia in tutte le finali disputate, mentre ai mondiali cinesi si fermò alle batterie al 19º posto.
Nei primi giorni di luglio prese parte ai Campionati europei giovanili a Belgrado. In questa occasione conquistò le prime due medaglie internazionali della sua carriera, vincendo un oro nei 1500 m e un bronzo negli 800 m stile libero. Nella distanza più lunga si impose subito sul connazionale Gabriele Detti e sul turco Ediz Yildirimer riuscendo a vincere la gara in 15'12"16, con più di quattro secondi di vantaggio sull'italiano, secondo in 15'16"86, e oltre dieci secondi sul turco, terzo in 15'25"71.
L'atleta turco si rifece però vincendo la distanza più breve, nella quale Gregorio salì sul terzo gradino del podio dietro al connazionale Gabriele Detti. La gara si preannunciò un testa a testa tra i tre atleti sin dalle prime bracciate. Alla virata dei 700 m Gabriele Detti accelerò per provare a staccarsi dal gruppo. Il tentativo del livornese venne respinto negli ultimi 50 m, quando il turco inserì la gambata per il rush finale, concludendo al primo posto davanti a Gabriele e al carpigiano che chiuse in 8'01"31.
Un paio di settimane dopo l'esperienza dei mondiali di Shanghai gareggiò a Lima in occasione dei campionati mondiali giovanili. Ancora una volta riuscì a salire sul podio in entrambe le gare disputate, riuscendo a vincere un argento e un bronzo. Nella gara più breve, gli 800 m stile libero, vinse il bronzo in 8'02"06 dietro a Gabriele Detti e l'americano Evan Pinion.
Nell'ultima giornata dei mondiali giovanili disputò la sua gara preferita, nella quale riuscì a migliorarsi in termini di piazzamento, arrivando al secondo posto sempre alle spalle di Evan Pinion. Fin dai primi metri la gara fu condotta d'autorità dall'atleta statunitense, sebbene Gregorio lo marcasse a breve distanza. Fu determinante l'accelerazione di Pinion tra i 900 e 1200 m, il quale distanziò definitivamente l'atleta azzurro che fu incapace di replicare. Gregorio Paltrinieri terminò le trenta vasche conquistando l'argento in 15'15"02 con circa quattro secondi di svantaggio dal primo classificato.
«Sono contento – disse Paltrinieri dopo i successi di Lima – anche se la forma non era delle migliori; lo dimostrano i miei tempi: se avessi nuotato il mio personale, oggi sarei campione del mondo. Ma è andata così. Pinion si è dimostrato più forte, o semplicemente più pronto di me. Comunque ha vinto. Adesso mi prenderò qualche giorno per riposarmi. A settembre si ricomincia a fare sul serio».

### 2012: Europei di Debrecen e i Giochi olimpici di Londra
Nel 2012 il mezzofondista azzurro partecipò agli Europei di Debrecen, durante i quali riuscì a vincere l'oro continentale ottenendo anche il tempo limite per la qualificazione ai Giochi olimpici di Londra. Nel finale di stagione realizzò un'altra importante prestazione nei 1500 m quando, in occasione degli Europei in vasca corta di Chartres, vinse la medaglia d'oro. Ai Mondiali in vasca corta di Istanbul vinse l'argento alle spalle del danese Mads Glæsner, che sei mesi più tardi venne squalificato per doping. La squalifica significò per Paltrinieri la conseguente vittoria e consegna della medaglia d'oro. Tuttavia, in seguito al ricorso presentato dal nuotatore danese, tale decisione venne revocata e di conseguenza Gregorio ritornò secondo classificato.
Il 25 maggio 2012 disputò la finale dei 1500 m ai Campionati europei di nuoto, riuscendo a conquistare la medaglia d'oro in 14'48"94 davanti agli ungheresi Gergő Kis e Gergely Gyurta. Per la prima volta in carriera Gregorio riuscì ad abbattere il muro dei 15'00 minuti realizzando la terza prestazione mondiale del momento. Inoltre, tale crono si avvicinò al primato italiano di Federico Colbertaldo di 14'48"28 stabilito con costume gommato nel 2009. Infine, il tempo della vittoria gli garantì la qualificazione alla sua prima edizione dei Giochi.
Gregorio espresse la propria soddisfazione dicendo: «non me l'aspettavo, sono contentissimo! Volevo provare a toccare in 14'55"/57"; sono partito subito forte perché temevo il ritorno di Samuel Pizzetti e degli ungheresi Gyurta e Kis; verso i mille metri ho cominciato a sentire la fatica ma vedevo che avevo accumulato un certo vantaggio e ho dato tutto senza risparmiarmi. Questo è un tempo fantastico. Volevo rifarmi dall'anno scorso perché alla prima esperienza internazionale ero troppo piccolo; ai Mondiali e Shanghai era andata male, ero rimasto deluso, ho pagato tensione ed emozione».
Vinse anche una medaglia d'argento negli 800 m stile libero, arrivando secondo dietro l'ungherese Gergő Kis. Anche in questa occasione l'atleta azzurro si dimostrò aggressivo sin dalle prime bracciate, cercando di portarsi in vantaggio sin dai primi 50 m. La gara fu un testa a testa tra il giovane italiano e il magiaro e fu proprio quest'ultimo che operò il sorpasso a 100 m dalla fine, vincendo l'oro con più di due secondi di vantaggio su Gregorio. Nonostante il secondo posto, l'atleta si dichiarò soddisfatto per i risultati ottenuti alla rassegna continentale e contento per il pass olimpico conquistato.
Il 3 agosto esordì ai Giochi olimpici di Londra. Vinse la propria batteria dei 1500 m stile libero con il tempo di 14'50"11, realizzando la sua seconda migliore prestazione di sempre, e qualificandosi per la finale con il quarto tempo complessivo. Nonostante la prestazione incoraggiante vi furono alcune preoccupazioni circa la sua forma fisica, poiché al termine della batteria lamentò un fastidio muscolare alla spalla. In ogni caso, il giorno dopo, scese in acqua per la finale, nella quale si classificò al quinto posto nuotando la distanza in 14'51"92. Gregorio commentò la propria prestazione dicendo: «Il tempo è 14'51", sinceramente pensavo meno» «comunque è una finale olimpica! Sono contento».
Nel mese di dicembre partecipò ai Campionati mondiali di nuoto in vasca corta di Istanbul dove giunse secondo nei 1500 m stile libero preceduto da Mads Glæsner. Sei mesi più tardi, il 17 giugno 2013, l'atleta danese venne squalificato dalla FINA per doping. Secondo quanto riportato dalla Federazione Internazionale, l'atleta risultò positivo alla metamfetamina, uno stimolante, in uno dei controlli eseguiti due giorni prima della gara. Fu disposto l'annullamento di tutti i risultati ottenuti a partire dal 14 dicembre 2012, compreso l'oro vinto ai Mondiali che venne quindi attribuito al giovane italiano. Il 4 febbraio 2013 però, il Tribunale Arbitrale dello Sport revocò la squalifica, restituendo la medaglia d'oro a Glæsner.
Gareggiò anche ai Campionati europei di nuoto in vasca corta di Chartres in Francia. Nonostante la preparazione non fosse finalizzata all'evento continentale, ma agli imminenti mondiali di Istanbul, Gregorio riuscì a dominare la gara in 14'27"78. Migliorò il proprio personale di 15 centesimi e vinse l'oro precedendo l'ucraino Sergiy Frolov e il francese Anthony Pannier.

### 2013: Mondiali di Barcellona
L'appuntamento principale della stagione furono senza dubbio i Mondiali di Barcellona, che regalarono all'atleta carpigiano la medaglia di bronzo. Al termine dei Mondiali gareggiò in alcune tappe di Coppa del Mondo che si tennero nei giorni immediatamente successivi. Registrò la prestazione più rilevante a Eindhoven, nuotando i 1500 m in 14'27"65. Il tempo realizzato fece ben sperare in vista dei Campionati europei di Herning. Nella manifestazione continentale tentò di difendere il titolo conquistato due anni prima ma, nonostante alla vigilia fosse il favorito, nuotò la distanza in 14'50"08 chiudendo in ultima posizione con un tempo chiaramente distante dal proprio migliore stagionale.
Nel mese di agosto esordì ai Campionati mondiali di nuoto di Barcellona, durante i quali vinse la prima medaglia in questa manifestazione. Nella sua prima giornata di gare disputò gli 800 m stile libero nei quali arrivò sesto in 7'50"29. Il 4 agosto nuotò i 1500 m in cui vinse la medaglia di bronzo in 14'45"37, dietro al canadese Ryan Cochrane e al primatista del mondo Sun Yang. La prestazione realizzata non solo gli valse il terzo gradino del podio, ma anche il nuovo record italiano che cancellò il precedente 14'48"28 di Federico Colbertaldo.
Gregorio non nascose la propria soddisfazione, «14'45" è un sogno!» disse al termine della gara. Fu una gara sofferta, ma per la quale lottò sino all'ultima bracciata come lui stesso affermò: «A metà gara ho visto che ero lì davanti e ho dato tutto, anche quello che non avevo, ho pensato: piuttosto svengo, ma devo farcela. Ho ripensato a tutti i sacrifici, a tutto quello che ho passato, sono contento per me e anche per il mio allenatore 'Il Moro' (Stefano Morini) che mi ha aiutato tantissimo».

### 2014: Europei di Berlino e Mondiali in vasca corta di Doha
Nel corso degli Assoluti primaverili di Riccione confermò i progressi cronometrici già dimostrati l'anno precedente. Nella gara dei 1500 m stile libero fece registrare il nuovo record italiano della distanza, toccando la piastra in 14'44"50 migliorando, così, il proprio primato nazionale di 14'45"37 realizzato a Barcellona. La prestazione nuotata dall'emiliano lo posizionò al settimo posto nella classifica dei migliori performer mondiali di sempre, scavalcando l'americano Larsen Jensen. Inoltre, il riscontro cronometrico mise in evidenza le volontà dell'atleta di provare a insidiare il primato europeo di Yuri Prilukov stabilito ali Giochi olimpici di Pechino nell'epoca dei costumi gommati. L'impresa gli riuscirà qualche mese più tardi ai Campionati continentali di Berlino, durante i quali vinse due medaglie d'oro. In autunno partì per Melbourne per allenarsi un paio di mesi al fianco dell'australiano Mack Horton. In finale di stagione prese parte ai Mondiali in vasca corta a Doha, durante i quali vinse l'oro impossessandosi del record europeo dei 1500 m anche in vasca corta.
Nel mese di agosto gareggiò ai Campionati europei di nuoto nella capitale tedesca con l'intento di difendere il titolo dei 1500 m vinto a Debrecen due anni prima. Il 20 agosto 2014 disputò la finale, nella quale riuscì a confermarsi campione europeo della distanza in 14'39"93. Fu l'indiscusso protagonista sin dai primi 50 m, quando prese la testa della gara. Fin dalle prime vasche forzò il passaggio per accumulare vantaggio sulla concorrenza, imponendo un ritmo insostenibile per gli altri nuotatori. L'intera gara si sviluppò sempre con passaggi al di sotto del record europeo, arrivando a un vantaggio massimo di oltre sei secondi nella parte centrale della gara.
Terminò le trenta vasche al primo posto, aggiudicandosi la medaglia d'oro con un tempo di quasi dieci secondi inferiore rispetto al 2012, e stabilendo anche il nuovo record continentale. Il precedente primato europeo di 14'43"21 apparteneva al russo Jurij Prilukov ed era stato stabilito durante i Giochi olimpici di Pechino 2008. La prestazione realizzata dal carpigiano si inserì al quarto posto delle migliori performance all time, scavalcando anche l'australiano Kieren Perkins. Inoltre, divenne il primo nuotatore europeo a scendere sotto il muro dei 14"40.
«Ho fatto un capolavoro». Queste furono le prime parole dell'atleta azzurro. «Da Debrecen non ho mai sbagliato una gara in estate, e questo mi rende davvero felice, sfido chiunque a vedere come e quanto mi alleno, ecco perché anche quest'anno ho raccolto». Con queste parole Gregorio commentò la medaglia d'oro, riferendosi chiaramente alle fatiche dei duri allenamenti che lo portarono a questo risultato. Incoraggiato dal riscontro cronometrico dichiarò il suo prossimo obiettivo: mettere nel mirino il record del mondo di Sun Yang, limando quegli 8 secondi che ancora lo separano dal primato mondiale del cinese: «Rivedendo i 1500 potevo limarne un paio già qui, vedremo a Kazan per la prova generale, di sicuro ai Giochi olimpici potrei riuscirci, e poi anche Sun Yang sta peggiorando».
Vinse la medaglia d'oro anche nella sua seconda gara, gli 800 m stile libero. Anche in questa occasione partì aggressivo sin dalle prime bracciate, distanziando immediatamente il resto della vasca. Nella prima parte di gara nuotò al di sotto dei passaggi del record europeo stabilito in primavera dal compagno di allenamenti Gabriele Detti. Nella seconda parte fu inevitabile un progressivo rallentamento dovuto in parte alle fatiche accumulate nella gara più lunga. Non riuscì a sfilare il primato europeo al connazionale, ma vinse comunque con ampio vantaggio sugli avversari in 7'44"98. Riuscì a conquistare l'oro in entrambe le distanze del mezzofondo, ripetendo i successi dell'azzurro Emiliano Brembilla, 17 anni dopo l'exploit di Siviglia 1997.
Ritornato da Melbourne dove si era recato per allenarsi al fianco dell'australiano Mack Horton, partecipò ai Campionati mondiali di nuoto in vasca corta di Doha. Gregorio nuotò ogni vasca tra i 28'06 e i 28'87 secondi, riuscendo così a vincere la medaglia d'oro in 14'16"10. 
Per la prima volta salì sul gradino più alto del podio in questa manifestazione e fu il terzo atleta nella storia del nuoto italiano a vincere l'oro ai Mondiali di vasca corta, dopo i successi di Ilaria Bianchi e Fabio Scozzoli.
Realizzò la miglior prestazione europea di sempre, cancellando ancora una volta il russo Jurij Prilukov per soli 3 centesimi. Il crono ottenuto rappresentò anche la seconda migliore prestazione di sempre mai nuotata in vasca corta, dietro solamente al record del mondo dell'australiano Grant Hackett nuotato nel 2001 a Perth.

### 2015: Mondiali di Kazan ed Europei in vasca corta di Netanya
Il 4 agosto Gregorio debuttò nella piscina della Kazan Arena per disputare le batterie degli 800 m stile liber ai mondiali di Kazan'. Gareggiò nell'ultima serie ottenendo l'accesso in finale con il secondo tempo d'ingresso complessivo di 7'45"15. In finale con un tempo di 7'40"81 oltre a battere il record europeo della distanza, riuscì a raggiungere il secondo gradino del podio dietro il favorito Sun Yang. Il 9 agosto, dopo essere entrato in finale col primo tempo di qualificazione il giorno prima, diventò il primo nuotatore italiano della storia a conquistare il titolo di campione del mondo dei 1500 metri stile libero, vincendo davanti allo statunitense Connor Jaeger e al canadese Ryan Cochrane col tempo di 14'39"67, nuovo record europeo della distanza.
A dicembre partecipò ai campionati Europei in vasca corta di Netanya in Israele dove Paltrinieri vinse i 1500 m stile libero con il tempo sensazionale di 14'08"06 siglando il nuovo record del mondo della distanza. Il precedente primato, risalente al 2001, era l'unico ad aver resistito all'era dei costumi in poliuretano.

### 2016: Europei di Londra, Giochi olimpici di Rio de Janeiro e Mondiali in vasca corta di Windsor
La crescita costante del livello prestazionale del nuotatore italiano fu confermata ai campionati Europei di Londra 2016, tappa di avvicinamento all'appuntamento clou della stagione, le Olimpiadi di Rio de Janeiro. Il 18 maggio Gregorio vinse i 1500 metri stile libero con il nuovo record europeo in 14'34"04, migliorando il suo precedente record di più di 5 secondi. Questa fu anche la seconda prestazione di sempre a livello mondiale dietro solo al record del mondo del discusso nuotatore cinese Sun Yang, finito più volte in carriera nel mirino dell'antidoping. L'Europeo trionfale di Paltrinieri continuò due giorni dopo negli 800 metri libero, dove riuscì a vincere un'altra medaglia d'oro col tempo di 7'42"33, nuovo record dei campionati. In entrambe le gare precedette sul podio il connazionale Gabriele Detti e l'emergente campione ucraino Mychailo Romancuk.
Fece il suo debutto ai suoi secondi Giochi olimpici il 12 agosto quando riuscì a qualificarsi per la finale col miglior tempo nelle batterie. Il giorno successivo nella piscina brasiliana conquistò la sua prima medaglia d'oro olimpica nei 1500 stile libero chiudendo con il tempo di 14'34"57 e sfiorando nuovamente il suo record europeo. Dietro di lui sul podio a circa 5 secondi di distanza si classificarono l'americano Connor Jaeger e il compagno di squadra Gabriele Detti.
La stagione del campione italiano si concluse ai mondiali in vasca corta di Windsor, in dicembre. Presentatosi all'appuntamento canadese in condizioni di forma non ottimali, Gregorio conquistò comunque la medaglia d'argento nei 1500 metri stile libero col tempo di 14'21"94, preceduto solo dal campione coreano Park Tae-hwan e davanti al polacco Wojciech Wojdak.

### 2017: Mondiali di Budapest, Universiadi di Taipei ed Europei in vasca corta di Copenaghen
L'evento principale del 2017 furono i mondiali di nuoto di Budapest dove il 26 luglio Gregorio conquistò prima la medaglia di bronzo negli 800 metri stile libero in 7'42"44 (preceduto sul podio dal connazionale Gabriele Detti che siglò anche il nuovo record europeo della distanza nell'occasione e dal polacco Wojciech Wojdak) e pochi giorni dopo, il 30 luglio, conquistò anche la medaglia d'oro nei 1500 stile libero col tempo di 14'35"85, diventando così per la seconda volta campione del mondo in vasca lunga di specialità. Ad accompagnarlo sul podio stavolta furono l'ucraino Mychailo Romancuk e l'australiano Mack Horton.
Meno di un mese dopo Gregorio partecipò in agosto alle Universiadi di Taipei, dove riuscì a vincere ben 3 medaglie d'oro. I primi due allori, conquistati entrambi davanti all'ucraino Romancuk, furono ottenuti in vasca nei soliti 800 e 1500 metri stile libero, con annessi record della manifestazione su entrambe le distanze. Ma la curiosità in questo evento fu rivolta principalmente al debutto del nuotatore italiano in una grande manifestazione internazionale nei 10 km in acque libere. Infatti il nuovo obiettivo dichiarato di Paltrinieri in vista del quadriennio che porterà alle Olimpiadi di Tokyo era proprio quello di abbinare al programma in vasca anche quello in mare aperto. E Gregorio superò il suo primo esame nella nuova specialità a pieni voti riuscendo a conquistare anche in questo caso il metallo più prezioso.
La stagione agonistica di Paltrinieri terminò in dicembre ai campionati europei in vasca corta di Copenaghen. In questo caso il portacolori azzurro dovette accontentarsi della medaglia d'argento nei 1500 stile libero, nuotati in 14'22"93. A vincere la gara stavolta fu proprio l'ucraino Romancuk, terzo invece si classificò il norvegese Henrik Christiansen.

### 2018: I Giochi del Mediterraneo di Tarragona, gli Europei di Glasgow ed i Mondiali in vasca corta di Hangzhou
Il primo appuntamento internazionale in questa stagione per Paltrinieri furono i Giochi del Mediterraneo di Tarragona a giugno 2018. Anche in questo caso il nuotatore italiano conquistò due medaglie d'oro, di cui una nei soliti 1500 stile libero, mentre l'altra a sorpresa nei 400 metri stile libero, prima vittoria a livello internazionale per Gregorio su questa distanza. 
Ai campionati Europei di Glasgow disputatisi in agosto conquistò altre due medaglie, ma, per la prima volta in carriera nella rassegna continentale in vasca lunga, nessuna del metallo più prezioso complice anche uno stato febbrile che all'ultimo momento aveva messo in dubbio la partecipazione del forte nuotatore azzurro ai campionati. Nei 1500 metri stile libero si piazzò al terzo posto dietro all'astro nascente tedesco Florian Wellbrock e all'ucraino Mychailo Romancuk, mentre negli 800 stile libero conquistò la medaglia d'argento con stavolta l'ucraino piazzatosi al primo posto ed il tedesco al terzo.
Intenzionato a prendersi la rivincita sui suoi rivali, Paltrinieri si presentò a dicembre ai Mondiali in vasca corta di Hangzhou in un ottimo stato di forma. Ma anche in questa occasione, nonostante fosse riuscito a nuotare un ottimo 14'09"87, dovette accontentarsi ancora una volta della medaglia d'argento arrendendosi nuovamente solo all'ucraino Romancuk autore di un sensazionale 14'09"14 non troppo distante dal record del mondo di Gregorio del 2015. Sul terzo gradino del podio, staccato di circa 10 secondi, il norvegese Christiansen.

### 2019: I Mondiali di Gwangju e gli Europei in vasca corta di Glasgow
Nell'estate del 2019, ai campionati mondiali di Gwangju, trionfò negli 800 metri stile libero con un tempo di 7:39.27, nuovo record europeo della distanza, precedendo sul podio il norvegese Christiansen ed il francese David Aubry, laureandosi così per la prima volta campione del mondo in una gara che alle Olimpiadi di Tokyo 2020 diventerà per la prima volta nella storia del nuoto distanza olimpionica. Tuttavia nei 1500 metri, dopo due titoli iridati consecutivi, conquistò solo la medaglia di bronzo dovendo cedere lo scettro al tedesco Florian Wellbrock, come già accaduto l'anno precedente ai campionati europei di Glasgow. Sul secondo gradino del podio ancora una volta l'ucraino Romancuk in una gara tiratissima che ha visto i tre atleti giungere al traguardo molto vicini tra loro. In questa rassegna mondiale Paltrinieri gareggiò, oltre che in vasca, anche in acque libere; nella 10 km si piazzò in sesta posizione, ottenendo così il pass per i Giochi olimpici di Tokyo 2020, mentre nella 5 km a squadre vinse la medaglia d'argento insieme ai compagni Rachele Bruni, Giulia Gabbrielleschi e Domenico Acerenza.
In dicembre, ai campionati europei in vasca corta di Glasgow, Paltrinieri divenne ancora una volta campione continentale dei 1500 stile libero col tempo di 14'17"14, precedendo di circa un secondo il norvegese Christiansen, mentre terzo ben più staccato si classificò il francese David Aubry.

### 2020: La pandemia di covid ed il record europeo ai campionati nazionali.
A causa della pandemia di covid 19, tutte le principali manifestazioni internazionali della stagione 2020 sono state rinviate alla stagione successiva, compreso l'evento più importante, le Olimpiadi di Tokyo. I campionati nazionali, in questa stagione agonistica anomala, sono di conseguenza diventati l'unico appuntamento per mettersi in mostra per i nuotatori di tutto il mondo.
Gregorio Paltrinieri nonostante tutto trova il modo per rendersi protagonista anche in questa stagione sui generis vincendo due medaglie d'oro ai Campionati italiani estivi 2020 di agosto, valevoli anche per il Trofeo Settecolli, con tanto di nuovo record europeo nei 1500 metri stile libero col tempo di 14'33"10, mentre negli 800 stile libero vinse con il tempo di 7'40"22, nuovo record dei campionati ed anche in questo caso non troppo distante dal record continentale da lui stesso detenuto. Paltrinieri si rese protagonista anche ai campionati italiani in acque libere, vincendo su tutte le distanze corse, ovvero 2,5 km, 5 km e 10 km di fondo. In dicembre bissò entrambi i successi in vasca ai Campionati italiani invernali ma in questo caso con tempi di non grande rilievo internazionale.

### 2021: Gli Europei di Budapest, le Olimpiadi di Tokyo, gli Europei ed i Mondiali in vasca corta
Nel maggio del 2021 Paltrinieri partecipa ai campionati Europei di Budapest, che lo vedono impegnato prima nel programma in acque libere e poi in vasca. La rassegna continentale è ancora una volta ricca di soddisfazioni per il portacolori azzurro che riesce ad ottenere ben 5 medaglie in 5 gare disputate, di cui tre d'oro nei 5 km e 10 km individuali e nei 5 km a squadre in acque libere, e 2 d'argento negli 800 e 1500 metri stile libero in vasca lunga.
L'obiettivo principale della stagione erano i Giochi Olimpici di Tokyo che si sarebbero svolti tra luglio e agosto, dove Gregorio si presentava con l'ambizione di conquistare tre medaglie, possibilmente tutte d'oro, nelle tre specialità olimpiche dei 1500 stile libero e 10 km in acque libere oltre agli 800 m stile libero al loro esordio nella rassegna a cinque cerchi. In fase di preparazione dovette fare i conti con la mononucleosi, malattia infettiva che ha anche messo in dubbio la sua presenza ai nastri di partenza nella capitale nipponica. Riuscì comunque a scongiurare il forfait ma non si presentò all'appuntamento olimpico nel miglior stato di forma possibile. Debuttò nella piscina olimpionica di Tokyo il 27 e 28 luglio negli 800 stile libero riuscendo a conquistare la medaglia d'argento col tempo di 7'42"11, dietro solo alla sorpresa Robert Finke che lo ha preceduto di soli 24 centesimi, e davanti agli ormai rivali storici Romancuk e Wellbrock. Non gli andò invece bene nei 1500 stile libero, dove Gregorio fu costretto ad abdicare al trono che aveva conquistato 5 anni prima in Brasile, giungendo quarto e fuori dal podio con un tempo di 14'45"01, ben lontano dai suoi standard migliori. Riuscì invece a salire sul podio dei 10 km in acque libere, ottenendo una prestigiosa medaglia di bronzo dietro al tedesco Wellbrock e all'ungherese Rasovszky. Chiuse quindi la sua terza olimpiade in carriera con due medaglie alquanto insperate alla vigilia, viste le condizioni fisiche del campione azzurro alla partenza. 
La sua stagione proseguì ad inizio novembre agli Europei in vasca corta di Kazan, dove vinse la medaglia d'oro negli 800 metri stile libero con tanto di nuovo record europeo in 7'27"94, precedendo di soli 5 centesimi Wellbrock. Il forte nuotatore tedesco invece si è preso la rivincita nei 1500 metri stile libero battendo in finale proprio Paltrinieri che in questo caso dovette accontentarsi della medaglia di argento. In entrambe le gare sul terzo gradino del podio si classificò il tedesco Sven Schwarz, ma ben più distaccato in vasca.
A fine dicembre Paltrinieri partecipò, nonostante uno stato di forma non ottimale, anche ai mondiali in vasca corta di Abu Dhabi dove stavolta non riuscì a conquistare medaglie, classificandosi solo al quarto posto nei 1500 stile libero in una gara dove il tedesco Wellbrock riuscì a strappargli anche il record del mondo che risaliva al 2015.
Da segnalare in questa stagione anche la vittoria della classifica finale della Coppa LEN 2021 di nuoto di fondo grazie ai successi nelle tappe di Piombino e Alghero ed al terzo posto nella tappa di Barcellona.

### 2022: I Mondiali di Budapest, gli Europei di Roma, la Coppa del Mondo di fondo ed i Mondiali in vasca corta di Mebourne.
Per ammissione dello stesso Gregorio il 2022 è stata probabilmente la miglior stagione del nuotatore azzurro in carriera finora.
Eppure il 2022 non era iniziato nel miglior modo possibile per Paltrinieri che alla prima gara dei campionati Mondiali di Budapest, svoltisi dal 18 giugno al 3 luglio, aveva fallito l'appuntamento con la medaglia negli 800 stile libero, gara dove il forte nuotatore azzurro era campione del mondo e vice campione olimpico in carica. Ma la delusione per il quarto posto negli 800 fu ben presto cancellata da una strepitosa medaglia d'oro nei 1500 stile libero dove Gregorio sbaragliò la concorrenza nuotando un sensazionale 14'32"80, nuovo record europeo della distanza, con una prestazione che lo vide nuotare per 1400 metri al di sotto dei passaggi del record del mondo di Sun Yang. Ad accompagnarlo sul podio più staccati in vasca l'americano Robert Finke ed il tedesco Florian Wellbrock. Il fortunato Mondiale ungherese per l'atleta azzurro continuò in acque libere dove vinse prima la medaglia di bronzo nella 5 km a squadre insieme ai compagni di squadra Ginevra Taddeucci, Giulia Gabbrielleschi e Domenico Acerenza, poi la medaglia d'argento nella 5 km preceduto dal solito Wellbrock e davanti a Romancuk, ed infine la medaglia d'oro nella distanza olimpica dei 10 km davanti al compagno di squadra Domenico Acerenza ed al campione olimpico in carica della distanza Florian Wellbrock.
Il successivo appuntamento della stagione per Paltrinieri furono i campionati europei di Roma, svoltisi dall'11 al 21 agosto. La prima medaglia d'oro la conquistò negli 800 stile libero in 7'40"86, nuovo record dei campionati, precedendo in vasca il tedesco Lukas Martens ed il giovane connazionale Lorenzo Galossi. Nei 1500 stile libero invece stavolta non riuscì a nuotare sui tempi strepitosi di Budapest e con un comunque buon 14'39"79 dovette accontentarsi della medaglia d'argento dietro all'ucraino Romancuk autore di un ottimo 14'36"10. Ad accompagnarli sul podio ben più staccato il francese Damien Joly. In acque libere il campionato europeo di casa per Paltrinieri lo vide conquistare altre due medaglie d'oro. Nei 5 km individuali davanti al compagno di squadra Domenico Acerenza e al francese Marc-Antoine Olivier, e nei 5 km a squadre insieme ai compagni Rachele Bruni, Ginevra Taddeucci e Domenico Acerenza. L'unica controprestazione stavolta arrivò nei 10 km, dove si classificò solo in settima posizione, complici probabilmente le tante fatiche accumulate in questo inizio stagione fittissimo di impegni per il nuotatore azzurro.
Infatti nel 2022 Paltrinieri è stato impegnato anche nelle gare della Fina Marathon Swim World Series, ovvero la Coppa del Mondo di nuoto di fondo annuale organizzata dalla Fina, in cui l'atleta azzurro è riuscito a primeggiare in 3 delle 4 tappe previste, ovvero tutte quelle a cui ha partecipato, riuscendo a vincere anche la classifica generale finale a pari merito con l'ungherese Kristòf Rasovszky. In questo anno ricco di successi per il portacolori azzurro da segnalare per il secondo anno consecutivo anche la vittoria della classifica finale della Coppa LEN 2022 di nuoto di fondo, partecipando a solo tre tappe delle sei previste dal circuito, grazie ad una vittoria e due terzi posti di tappa.
Nel successivo mese di dicembre ai campionati mondiali in vasca corta di Melbourne, si conferma campione iridato nei 1500 m anche nella vasca da 25 m, facendo registrare il crono di 14'16"88, diventando il primo nuotatore di sempre a vincere per due volte l'oro in vasca corta (l'altro successo nel 2014 a Doha) nella gara più lunga, ed il primo nuotatore italiano a vincere più di un oro mondiale individuale nella rassegna mondiale nella vasca da 25. E bissa anche il successo nei primi 800m stile libero della storia della manifestazione con il tempo di 7'29'99, nuovo record dei campionati.
Al termine della stagione riceve dalla rivista statunitense Swimming World Magazine il prestigioso riconoscimento di Nuotatore di fondo dell'anno per la stagione 2022.

### 2023: I Mondiali di Fukuoka
Già al termine del 2022 Paltrinieri aveva annunciato un 2023 di transizione con meno impegni rispetto alle precedenti due stagioni fittissime di gare, in modo da poter lavorare sui dettagli e presentarsi al meglio poi nel 2024 per il mondiale di febbraio a Doha, ma soprattutto per le Olimpiadi estive di Parigi. 
Il sesto mondiale in vasca lunga della carriera di Paltrinieri, Fukuoka 2023, inizia con una 5ª posizione nella 10 km, alle spalle del connazionale Domenico Acerenza, con 1' di distacco dal vincitore Florian Wellbrock. Manca dunque il primo appuntamento con le medaglie, nella gara che metteva in palio anche 3 carte olimpiche per Parigi 2024. Al termine della gara il forte nuotatore italiano si giustificava lamentando qualche problemino fisico di troppo in fase di preparazione all'evento. Nonostante lo stato di forma non ottimale, le medaglie, tuttavia, non si fanno attendere: due giorni dopo conquista infatti l'argento nella 5 km, sempre alle spalle di Wellbrock, con il tedesco abile nel fare la differenza nel finale nei confronti di Paltrinieri e Acerenza, con i quali in precedenza aveva fatto la differenza rispetto al resto degli avversari.
Per quanto riguarda il nuoto in acque libere, il Mondiale di Greg si conclude nel migliore dei modi: in compagnia di Acerenza, Taddeucci e Pozzobon, conquista infatti l'oro nella staffetta mista 4×1500, riportando l'Italia sul tetto della specialità per la prima volta dopo 21 anni grazie ad una splendida frazione finale, impostata sempre in testa in cui, dopo aver fatto la differenza su Kyle Lee e Oliver Klemet, riesce a stroncare, sul finale di gara, la resistenza del giovane ungherese Dávid Betlehem.
Lo stato di forma precario tuttavia torna a farsi sentire in vasca. Infatti il Mondiale di Greg in piscina termina con un anonimo ottavo posto nella finale degli 800 stile libero con un tempo lontanissimo dalle sue prestazioni migliori in questa distanza, e con il ritiro dalla competizione annunciato alla vigilia degli amati 1500 stile libero.
In autunno arriverà la rinuncia anche agli Europei in vasca corta di Otopeni di dicembre, parteciperà invece ai Campionati italiani invernali dove riuscirà ad ottenere il pass per la sua quarta Olimpiade nei 1500 metri stile libero nuotando in 14'41.38, tempo di quasi tre secondi inferiore rispetto al limite richiesto dalla FIN per la qualificazione.

### 2024: Mondiali di Doha, Europei di fondo di Belgrado, Olimpiadi di Parigi
Avendo già strappato il pass olimpico ai Campionati italiani invernali, il settimo Mondiale del nuotatore italiano, Doha 2024, iniziò a sorpresa con la rinuncia alla 10 km di fondo in favore del connazionale Dario Verani. Tre giorni dopo, il 7 febbraio, si tuffò in acqua nella 5 km di fondo a caccia della sua prima medaglia in questa edizione dei mondiali. Tuttavia, nonostante una gara condotta per lunghi tratti in testa, venne beffato nelle ultime fasi concitate di gara dove riuscì a strappare solo un deludente 5º posto finale, in una gara in cui invece il compagno di squadra Acerenza riuscì a salire sul terzo gradino del podio. La medaglia in acque libere arrivò comunque il giorno successivo, nella staffetta mista 4x1500 m, insieme a Giulia Gabbrielleschi, Arianna Bridi e Domenico Acerenza. La compagine azzurra infatti conquistò l'argento perdendo l'oro solo dall'Australia al fotofinish dopo un'ottima prova di Paltrinieri in terza frazione.
Per quel che riguarda il Mondiale in vasca lunga, Paltrinieri vinse la medaglia di bronzo negli 800 metri stile libero col tempo di 7'42"98, alle spalle dell'irlandese Daniel Wiffen e dell'australiano Elijah Winnington che lo ha preceduto di soli tre centesimi nella volata finale. Nei 1500 m stile libero, tuttavia, arrivò una clamorosa ed inaspettata eliminazione in batteria col nono tempo complessivo, a pochi centesimi dall'ultimo posto disponibile per entrare in finale.
In giugno prese parte agli europei di fondo di Belgrado, dove decise di partecipare solo sulla distanza dei 10 km per non appesantire troppo la sua preparazione in vista dell'appuntamento olimpico. Il 12 giugno il nuotatore azzurro conquistò la medaglia d'oro con una condotta di gara magistrale fuori traiettoria che lo vide trionfare con ampio margine davanti al francese Marc-Antoine Olivier e all'ungherese Dávid Betlehem.
Il 30 luglio 2024, alle Olimpiadi di Parigi, vinse la medaglia di bronzo negli 800 metri stile libero, dietro all'irlandese Daniel Wiffen ed allo statunitense Robert Finke: in questo modo divenne il primo nuotatore italiano della storia a salire sul podio in almeno tre edizioni dei Giochi olimpici. Cinque giorni più tardi, nella gara valida per i 1500 m stile libero, si aggiudicò la medaglia d'argento, dietro solo al sopracitato Finke che nell'occasione realizzò il nuovo record del mondo della distanza e davanti all'irlandese Wiffen, diventando così il nuotatore italiano più medagliato nella storia delle Olimpiadi, nonché il primo nuotatore italiano maschio a disputare per la quarta olimpiade consecutiva una finale nella stessa distanza. Alle soglie dei trenta anni il nuotatore azzurro riuscì quindi a salire sul podio di entrambe le specialità disputate in vasca, con tempi vicini ai suoi primati personali. Il 9 agosto partecipò anche alla 10 km in acque libere, disputata nella cornice insolita del fiume Senna. Tuttavia, dopo aver condotto una gara a lungo nelle posizioni di testa cedette nel finale, concludendo in nona posizione. Due giorni dopo, in occasione della cerimonia di chiusura, è stato il portabandiera della delegazione italiana insieme a Rossella Fiamingo.

### 2025: Europei di Cittavecchia e Mondiali di Singapore
Alla fine di maggio del 2025 prende parte agli europei di nuoto di fondo di Cittavecchia, in Croazia, dove arriva quarto nella 10 km per poi salire sul gradino più alto del podio nella 5 km, vincendo in tal modo il suo tredicesimo oro continentale. Successivamente si piazza al quinto posto nella neonata gara knockout sprint 3 km e conquista una medaglia d'argento nella staffetta 6 km insieme ai compagni di squadra Giulia Gabrielleschi, Ginevra Taddeucci e Marcello Guidi.
Tra il 16 e il 18 luglio 2025, ai mondiali di Singapore, sale sul secondo gradino del podio sia nella 5 sia nella 10 km, in entrambi i casi alle spalle di Florian Wellbrock. Chiude la rassegna iridata con un altro argento, nella 6 km a squadre.

## Il peso dell'acqua
Nel 2017 viene pubblicato il primo libro di Gregorio Paltrinieri, l'autobiografia Il peso dell’acqua, frutto di due anni di lavoro.

## Tecnica
Ivo Ferretti, lo storico allenatore di Stefano Battistelli e il biomeccanico della nazionale, rilasciò un'intervista alla Gazzetta dello Sport nella quale spiegò la tecnica dell'atleta azzurro. Secondo l'esperto, la nuotata di Gregorio è quella che in gergo si definisce con il termine di "hip driven". Ciò significa che l'azione del nuotatore viene guidata dal movimento dei fianchi, piuttosto che da quello della mano ("hand driven") o delle spalle ("shoulder driven"). In questo modo l'atleta fa partire il movimento dai fianchi attraverso l'azione dei grandi muscoli del tronco. Questa scelta di nuotata è il risultato dell'assenza di grandi masse muscolari nelle braccia e nelle gambe che portano Gregorio a sfruttare il galleggiamento utilizzando il tronco. Nonostante la sua nuotata possa sembrare inefficace o antiestetica, è in realtà molto efficiente. Infatti, sviluppa meno forza ma con maggiori frequenze e minor dispendio di energia.
Risulta, così, una nuotata molto leggera che gli consente di mantenere un ritmo elevato per tante vasche.

## Primati personali
Le gare alle quali partecipa sono i 400, 800 e 1500 m stile libero.
| Specialità   |  | Tempo VL        | Data       | Evento                                   | Luogo                  |  | Tempo VC    | Data       | Evento                         | Luogo                 |
| ------------ |  | --------------- | ---------- | ---------------------------------------- | ---------------------- |  | ----------- | ---------- | ------------------------------ | --------------------- |
| Stile Libero |  |                 |            |                                          |                        |  |             |            |                                |                       |
| 100 m sl     |  | 57"29           | 19/04/2009 | 27º Trofeo ENDAS                         | Ravenna, Italia        |  | 53"19       | 07/03/2010 | Finali Crcp Emilia-Romagna     | Forlì, Italia         |
| 200 m sl     |  | 1'50"96         | 09/07/2012 | Finali Campionati Regionali di Categoria | Imola, Italia          |  | 1'49"80     | 17/02/2013 | Finali Crcp                    | Forlì, Italia         |
| 400 m sl     |  | 3'48"41         | 10/04/2014 | Campionati italiani                      | Riccione, Italia       |  | 3'44"97     | 23/02/2013 | Finali Crcp                    | Forlì, Italia         |
| 800 m sl     |  | 7'39"27 RE, RI  | 24/07/2019 | Campionati mondiali                      | Gwangju, Corea del Sud |  | 7'34"63     | 07/12/2014 | Mondiali in vasca corta        | Doha, Qatar           |
| 1500 m sl    |  | 14'32"80 RE, RI | 25/06/2022 | Campionati mondiali                      | Budapest, Ungheria     |  | 14'08"06 RI | 04/12/2015 | Europei in vasca corta         | Netanya, Israele      |
| Rana         |  |                 |            |                                          |                        |  |             |            |                                |                       |
| 100 m        |  |                 |            |                                          |                        |  | 1'09"28     | 21/02/2010 | XVI Memorial Nicola Barbieri   | Parma, Italia         |
| 200 m        |  | 2'31"97         | 21/11/2010 | 50º Meeting Del Mosaico                  | Ravenna, Italia        |  |             |            |                                |                       |
| Dorso        |  |                 |            |                                          |                        |  |             |            |                                |                       |
| 100 m        |  |                 |            |                                          |                        |  | 1'03"24     | 21/02/2010 | XVI Memorial Nicola Barbieri   | Parma, Italia         |
| 200 m        |  |                 |            |                                          |                        |  | 2'07"39     | 05/02/2011 | XIX Memorial Nicola Barbieri   | Lamezia Terme, Italia |
| Delfino      |  |                 |            |                                          |                        |  |             |            |                                |                       |
| 200 m        |  | 2'13"06         | 24/01/2014 | 12º Meeting Del Titano                   | Serravalle, San Marino |  | 2'10"70     | 06/03/2010 | Finali Crcp Emilia-Romagna     | Forlì Italia          |
| Misti        |  |                 |            |                                          |                        |  |             |            |                                |                       |
| 400 m        |  | 4'26"51         | 06/08/2012 | Campionati nazionali giovanili           | Roma, Italia           |  | 4'17"32     | 29/03/2011 | Campionati nazionali giovanili | Riccione, Italia      |

## Progressione
| Vasca lunga | Vasca lunga | Vasca lunga | Stagione | Vasca corta | Vasca corta | Vasca corta |
| 400 m sl    | 800 m sl    | 1500 m sl   | Stagione | 400 m sl    | 800 m sl    | 1500 m sl   |
| -           | -           | 19'14"25    | 2006     | -           | -           | -           |
| 4'42"48     | -           | 18'45"46    | 2007     | -           | -           | -           |
| 4'10"83     | 8'39"03     | 16'21"60    | 2008     | 4'18"35     | 8'53"10     | 16'41"07    |
| 4'08"00     | 8'30"78     | 15'57"78    | 2009     | 4'00"31     | 8'30"31     | 16'01"87    |
| 3'58"66     | 8'17"93     | 15'35"47    | 2010     | 3'55"20     | 8'11"29     | 15'25"55    |
| 3'55"04     | 8'01"31     | 15'04"57    | 2011     | 3'47"43     | 7'50"84     | 14'44"74    |
| 3'52"99     | 7'51"97     | 14'48"94    | 2012     | 3'47"00     | 7'58"31     | 14'42"16    |
| 3'50"30     | 7'48"22     | 14'45"37    | 2013     | 3'44"97     | 7'41"51     | 14'27"58    |
| 3'48"41     | 7'43"01     | 14'39"93    | 2014     | 3'47"32     | 7'44"07     | 14'27"58    |
| 3'49"30     | 7'40"81     | 14'39"67    | 2015     | 3'45"29     | 7'34"63     | 14'16"10    |
| 3'49"06     | 7'42"33     | 14'34"04    | 2016     | 3'42"47     | 7'31"33     | 14'08"06    |
| 3'49"32     | 7'42"44     | 14'35"85    | 2017     | 3'44"32     | 7'36"99     | 14'21"94    |
| 3'46"29     | 7'45"12     | 14'42"85    | 2018     | 3'44"70     | 7'37"72     | 14'22"93    |
| 3'48"92     | 7'39"27     | 14'38"34    | 2019     | 3'43"01     | 7'30"31     | 14'09"87    |
| 3'47"14     | 7'40"22     | 14'33"10    | 2020     | 3'45"99     | 7'35"89     | 14'17"14    |
| 3'47"96     | 7'41"96     | 14'40"38    | 2021     |             |             |             |
| 3'50"53     | 7'40"86     | 14'32"80    | 2022     | 3'43"26     | 7'27"94     | 14'13"07    |

## Palmarès

### Competizioni internazionali
| Anno | Manifestazione          | Sede           | Evento             | Risultato | Prestazione | Note                     |
| ---- | ----------------------- | -------------- | ------------------ | --------- | ----------- | ------------------------ |
| 2011 | Mondiali giovanili      | Lima           | 800 m sl           | Bronzo    | 8'02"06     |                          |
| 2011 | Mondiali giovanili      | Lima           | 1500 m sl          | Argento   | 15'15"02    |                          |
| 2011 | Europei giovanili       | Belgrado       | 800 m sl           | Bronzo    | 8'01"31     |                          |
| 2011 | Europei giovanili       | Belgrado       | 1500 m sl          | Oro       | 15'12"16    |                          |
| 2012 | Giochi olimpici         | Londra         | 1500 m sl          | 5º        | 14'51"92    |                          |
| 2012 | Mondiali in vasca corta | Istanbul       | 1500 m sl          | Argento   | 14'31"13    |                          |
| 2012 | Europei                 | Debrecen       | 800 m sl           | Argento   | 7'52"23     |                          |
| 2012 | Europei                 | Debrecen       | 1500 m sl          | Oro       | 14'48"92    |                          |
| 2012 | Europei in vasca corta  | Chartres       | 1500 m sl          | Oro       | 14'27"78    |                          |
| 2013 | Mondiali                | Barcellona     | 800 m sl           | 6º        | 7'50"29     |                          |
| 2013 | Mondiali                | Barcellona     | 1500 m sl          | Bronzo    | 14'45"37    |                          |
| 2013 | Europei in vasca corta  | Herning        | 1500 m sl          | 8º        | 14'50"08    |                          |
| 2014 | Mondiali in vasca corta | Doha           | 1500 m sl          | Oro       | 14'16"10    |                          |
| 2014 | Europei                 | Berlino        | 800 m sl           | Oro       | 7'44"98     |                          |
| 2014 | Europei                 | Berlino        | 1500 m sl          | Oro       | 14'39"93    |                          |
| 2015 | Mondiali                | Kazan'         | 800 m sl           | Argento   | 7'40"81     |                          |
| 2015 | Mondiali                | Kazan'         | 1500 m sl          | Oro       | 14'39"67    |                          |
| 2015 | Europei in vasca corta  | Netanya        | 1500 m sl          | Oro       | 14'08"06    |                          |
| 2016 | Giochi olimpici         | Rio de Janeiro | 1500 m sl          | Oro       | 14'34"57    |                          |
| 2016 | Mondiali in vasca corta | Windsor        | 1500 m sl          | Argento   | 14'21"94    |                          |
| 2016 | Europei                 | Londra         | 800 m sl           | Oro       | 7'42"33     |                          |
| 2016 | Europei                 | Londra         | 1500 m sl          | Oro       | 14'34"04    |                          |
| 2017 | Mondiali                | Budapest       | 800 m sl           | Bronzo    | 7'42"44     |                          |
| 2017 | Mondiali                | Budapest       | 1500 m sl          | Oro       | 14'35"85    |                          |
| 2017 | Universiadi             | Taipei         | 800 m sl           | Oro       | 7'45"76     | Record delle Universiadi |
| 2017 | Universiadi             | Taipei         | 1500 m sl          | Oro       | 14'47"75    | Record delle Universiadi |
| 2017 | Universiadi             | Taipei         | 10 km acque libere | Oro       | 1h54'52"4   |                          |
| 2017 | Europei in vasca corta  | Copenaghen     | 1500 m sl          | Argento   | 14'22"93    |                          |
| 2018 | Giochi del Mediterraneo | Tarragona      | 400 m sl           | Oro       | 3'46"29     |                          |
| 2018 | Giochi del Mediterraneo | Tarragona      | 1500 m sl          | Oro       | 14'46"25    |                          |
| 2018 | Europei                 | Glasgow        | 800 m sl           | Argento   | 7'45"12     |                          |
| 2018 | Europei                 | Glasgow        | 1500 m sl          | Bronzo    | 14'42"85    |                          |
| 2018 | Mondiali in vasca corta | Hangzhou       | 1500 m sl          | Argento   | 14'09"87    |                          |
| 2019 | Mondiali                | Gwangju        | 800 m sl           | Oro       | 7'39"27     |                          |
| 2019 | Mondiali                | Gwangju        | 1500 m sl          | Bronzo    | 14'38"75    |                          |
| 2019 | Mondiali                | Gwangju        | 5 km a squadre     | Argento   | 53'58"9     |                          |
| 2019 | Europei in vasca corta  | Glasgow        | 1500 m sl          | Oro       | 14'17"14    |                          |
| 2021 | Europei                 | Budapest       | 5 km               | Oro       | 55'43"3     |                          |
| 2021 | Europei                 | Budapest       | 10 km              | Oro       | 1h 51'30"6  |                          |
| 2021 | Europei                 | Budapest       | 5 km a squadre     | Oro       | 54'09"0     |                          |
| 2021 | Europei                 | Budapest       | 800 m sl           | Argento   | 7'43"62     |                          |
| 2021 | Europei                 | Budapest       | 1500 m sl          | Argento   | 14'42"91    |                          |
| 2021 | Giochi olimpici         | Tokyo          | 800 m sl           | Argento   | 7'42"11     |                          |
| 2021 | Giochi olimpici         | Tokyo          | 1500 m sl          | 4º        | 14'45"01    |                          |
| 2021 | Giochi olimpici         | Tokyo          | 10 km              | Bronzo    | 1h 49'01"1  |                          |
| 2021 | Europei in vasca corta  | Kazan'         | 800 m sl           | Oro       | 7'27"94     |                          |
| 2021 | Europei in vasca corta  | Kazan'         | 1500 m sl          | Argento   | 14'13"07    |                          |
| 2021 | Mondiali in vasca corta | Abu Dhabi      | 1500 m sl          | 4º        | 14'21"00    |                          |
| 2022 | Mondiali                | Budapest       | 800 m sl           | 4º        | 7'41"19     |                          |
| 2022 | Mondiali                | Budapest       | 1500 m sl          | Oro       | 14'32"80    |                          |
| 2022 | Mondiali                | Budapest       | Staffetta 6 km     | Bronzo    | 1h04'43"0   |                          |
| 2022 | Mondiali                | Budapest       | 5 km               | Argento   | 52'52"70    |                          |
| 2022 | Mondiali                | Budapest       | 10 km              | Oro       | 1h 50'56"80 |                          |
| 2022 | Europei                 | Roma           | 800 m sl           | Oro       | 7'40"86     |                          |
| 2022 | Europei                 | Roma           | 1500 m sl          | Argento   | 14'39"79    |                          |
| 2022 | Europei                 | Roma           | 5 km               | Oro       | 52'13"5     |                          |
| 2022 | Europei                 | Roma           | 10 km              | 7º        | 1h 51'12"70 |                          |
| 2022 | Europei                 | Roma           | Staffetta 5 km     | Oro       | 59'43"1     |                          |
| 2022 | Mondiali in vasca corta | Melbourne      | 800 m sl           | Oro       | 7'29"99     |                          |
| 2022 | Mondiali in vasca corta | Melbourne      | 1500 m sl          | Oro       | 14'16"88    |                          |
| 2023 | Mondiali                | Fukuoka        | 10 km              | 5º        | 1h51'40"7   |                          |
| 2023 | Mondiali                | Fukuoka        | 5 km               | Argento   | 54'02"5     |                          |
| 2023 | Mondiali                | Fukuoka        | Staffetta 6 km     | Oro       | 1h10'31"2   |                          |
| 2023 | Mondiali                | Fukuoka        | 800 m sl           | 8º        | 7'53"68     |                          |
| 2024 | Mondiali                | Doha           | 5 km               | 5º        | 51'31"70    |                          |
| 2024 | Mondiali                | Doha           | Staffetta 6 km     | Argento   | 1h03'28"20  |                          |
| 2024 | Mondiali                | Doha           | 800 m sl           | Bronzo    | 7'42"98     |                          |
| 2024 | Mondiali                | Doha           | 1500 m sl          | 9º        | 14'55"19    |                          |
| 2024 | Europei                 | Belgrado       | 10 km              | Oro       | 1h48'19"6   |                          |
| 2024 | Giochi olimpici         | Parigi         | 800 m sl           | Bronzo    | 7'39"38     |                          |
| 2024 | Giochi olimpici         | Parigi         | 1500 m sl          | Argento   | 14'34"55    |                          |
| 2024 | Giochi olimpici         | Parigi         | 10 km              | 9º        | 1h 51'58"0  |                          |
| 2025 | Europei                 | Cittavecchia   | 5 km               | Oro       | 52'05"79    |                          |
| 2025 | Europei                 | Cittavecchia   | 10 km              | 4º        | 1h47'26"27  |                          |
| 2025 | Europei                 | Cittavecchia   | Knockout Sprint    | 5°        | 5'06"14     |                          |
| 2025 | Europei                 | Cittavecchia   | Staffetta 6 km     | Argento   | 1h03'41"39  |                          |
| 2025 | Mondiali                | Singapore      | 5 km               | Argento   | 57'29"30    |                          |
| 2025 | Mondiali                | Singapore      | 10 km              | Argento   | 1h59'59"20  |                          |
| 2025 | Mondiali                | Singapore      | Staffetta 6 km     | Argento   | 1h09'15"40  |                          |

### Altre competizioni
- Vincitore della Coppa del Mondo di nuoto di fondo nel 2022.
- Vincitore della Coppa LEN nel 2021 e nel 2022.

### Campionati italiani
32 titoli individuali, così ripartiti:
- 2 nei 400 m stile libero
- 11 negli 800 m stile libero
- 19 nei 1500 m stile libero

| Anno | Edizione    | 400 m sl | 800 m sl | 1500 m sl | 4×200 m sl |
| ---- | ----------- | -------- | -------- | --------- | ---------- |
| 2011 | Invernali   | -        | -        | 1º        | -          |
| 2012 | Primaverili | -        | 1º       | -         | -          |
| 2012 | Invernali   | 1º       | -        | 1º        | -          |
| 2013 | Primaverili | -        | 1º       | 1º        | 3º         |
| 2013 | Invernali   | 3º       | -        | 1º        | -          |
| 2014 | Primaverili | 2º       | 2º       | 1º        | -          |
| 2014 | Invernali   | 3º       | 1º       | 1º        | -          |
| 2015 | Primaverili | 1º       | 1º       | 1º        | -          |
| 2016 | Primaverili | -        | -        | 1º        | -          |
| 2016 | Invernali   | 2º       | 1º       | 1º        | -          |
| 2017 | Primaverili | -        | 2º       | 1º        | 3º         |
| 2018 | Primaverili | 3º       | 1º       | 1º        | -          |
| 2019 | Primaverili | -        | 2º       | 1º        | 3º         |
| 2019 | Invernali   | -        | -        | 1º        | -          |
| 2020 | Estivi      | -        | 1º       | 1º        | -          |
| 2020 | Invernali   | -        | 1º       | 1º        | -          |
| 2021 | Primaverili | -        | 1°       | 1°        | -          |
| 2022 | Primaverili | -        | 1°       | 1°        | 3º         |
| 2023 | Primaverili | -        | 1°       | 1°        | 3º         |
| 2023 | Invernali   | -        | -        | 1°        | -          |

### Medaglie ai campionati italiani
| Evento               | Oro | Argento | Bronzo | Totale |
| -------------------- | --- | ------- | ------ | ------ |
| 400 m stile libero   | 2   | 2       | 3      | 7      |
| 800 m stile libero   | 11  | 3       | 0      | 14     |
| 1500 m stile libero  | 19  | 0       | 0      | 19     |
| 4x200 m stile libero | 0   | 0       | 5      | 5      |
| Totale               | 32  | 5       | 8      | 45     |

## Riconoscimenti
- Premio Internazionale Edoardo Mangiarotti 2014
- Gazzetta Sports Awards: 3

Categoria Uomo dell'anno in ambito italiano: 2015, 2016
Categoria Performance: 2022
- LEN Award: 2022
- Atleta dell'anno World Aquatics: 2022
- Open Water Swimmer of the Year: 2022

## Televisione
- Miss Italia 2016 (LA7, 2016, Ospite Giurato)
- Rinascere, regia di Umberto Marino - film TV (Rai 1, 2022) cameo nel ruolo di se stesso